# 青木村
青木村（日语：／ Aoki mura */?）是長野縣小縣郡的一村。